# Picard (cráter)

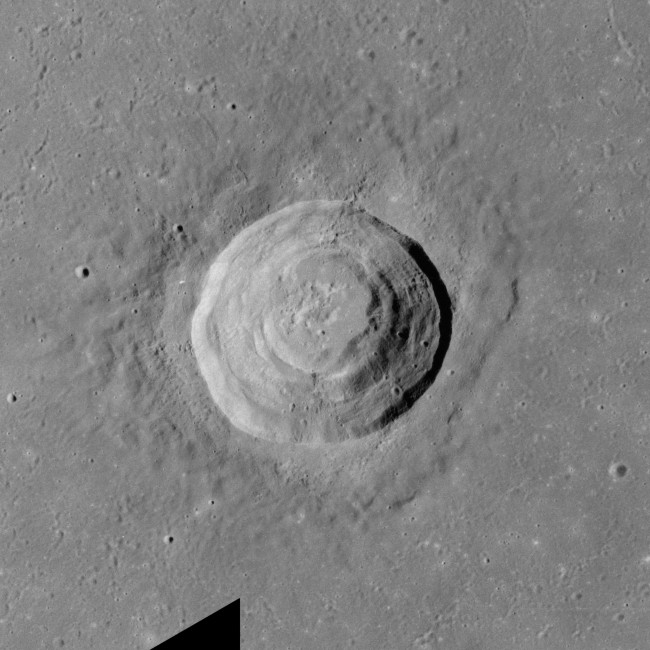
Imagen de la cámara cartográfica del Apolo 17

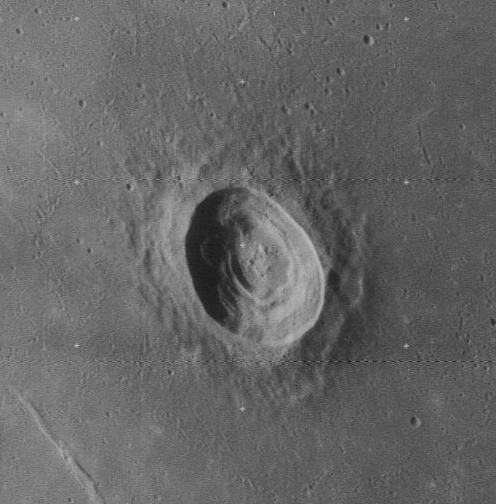
Fotografía de la misión Lunar Orbiter 4 (1967)

Picard es un cráter de impacto lunar que se encuentra en el Mare Crisium. Es el cráter no inundado más grande de este mare, siendo ligeramente más grande que Peirce, situado al noroeste. Al oeste se halla el cráter casi completamente inundado de lava Yerkes. Al este de Picard aparece el pequeño Curtis.
|  |  |

Picard es un cráter del período Período Eratosteniano, que duró desde 3200 hasta 1100 millones de años atrás. Dentro de Picard existe una serie de terrazas que los sismólogos han atribuido a un colapso del suelo del cráter. El punto más bajo de este suelo está aproximadamente a 2000 metros por debajo de su borde. Tiene una pequeña colina en el centro.
Recibió el nombre del astrónomo y geodesta francés del siglo XVII Jean Picard.

## Cráteres satélite
Por convención estos elementos son identificados en los mapas lunares poniendo la letra en el lado del punto medio del cráter que está más cercano a Picard.
|        | \| Picard \| Coordenadas \| Diámetro \| \| ------ \| ------------------------------ \| -------- \| \| K \| 9°44′N 54°34′E / 9.73, 54.56 \| 9 km \| \| L \| 10°19′N 54°19′E / 10.32, 54.31 \| 7 km \| \| M \| 10°13′N 53°57′E / 10.21, 53.95 \| 8 km \| \| N \| 10°31′N 53°34′E / 10.52, 53.57 \| 19 km \| \| P \| 8°49′N 53°37′E / 8.82, 53.62 \| 8 km \| \| Y \| 13°11′N 60°16′E / 13.18, 60.27 \| 4 km \| |          |
| Picard | Coordenadas | Diámetro |
| K      | 9°44′N 54°34′E / 9.73, 54.56 | 9 km     |
| L      | 10°19′N 54°19′E / 10.32, 54.31 | 7 km     |
| M      | 10°13′N 53°57′E / 10.21, 53.95 | 8 km     |
| N      | 10°31′N 53°34′E / 10.52, 53.57 | 19 km    |
| P      | 8°49′N 53°37′E / 8.82, 53.62 | 8 km     |
| Y      | 13°11′N 60°16′E / 13.18, 60.27 | 4 km     |

Los siguientes cráteres han sido renombrados por la UAI:
- Picard G - Véase Tebbutt.
- Picard H - Véase Shapley.
- Picard X - Véase Fahrenheit.
- Picard Z - Véase Curtis.